# Heliport Siorapaluk

i7
i11
i13
Der Heliport Siorapaluk (ICAO-Code: BGSI) ist ein Hubschrauberlandeplatz in Siorapaluk im nördlichen Grönland. Da er kein Abfertigungsgebäude besitzt, wird der Heliport auch als Helistop bezeichnet.

## Lage und Ausstattung
Der Heliport liegt etwas nördlich des Dorfs, liegt auf einer Höhe von 102 Fuß und hat eine mit Schotter bedeckte kreisrunde Landefläche mit einem Durchmesser von 27 m.

## Fluggesellschaften und Ziele
Der Heliport wird von Air Greenland bedient, welche regelmäßige Flüge zum Flughafen Qaanaaq anbietet.